# Lac de Roy
Le lac de Roy se trouve en Haute-Savoie, à Praz de Lys sur la commune de Taninges.

## Toponymie
Le nom « Roy », qui définit aussi les Chalets de Roy implantés au sud-est du lac, ferait référence à des parcelles labourées. Le toponyme dériverait de l'ancien français roie, roye, du latin médiéval riga ou du gaulois rica qui décrivent un sillon.

## Géographie

### Situation
C'est un lac de montagne de forme ovoïde situé à 1 665 m d'altitude. Il occupe un ombilic glaciaire délimité par les crêtes de la pointe de la Couennasse, la Frête de Penaille, la pointe de Perret et la pointe du Haut Fleury qui domine la station de Praz de Lys - Sommand.

### Géologie

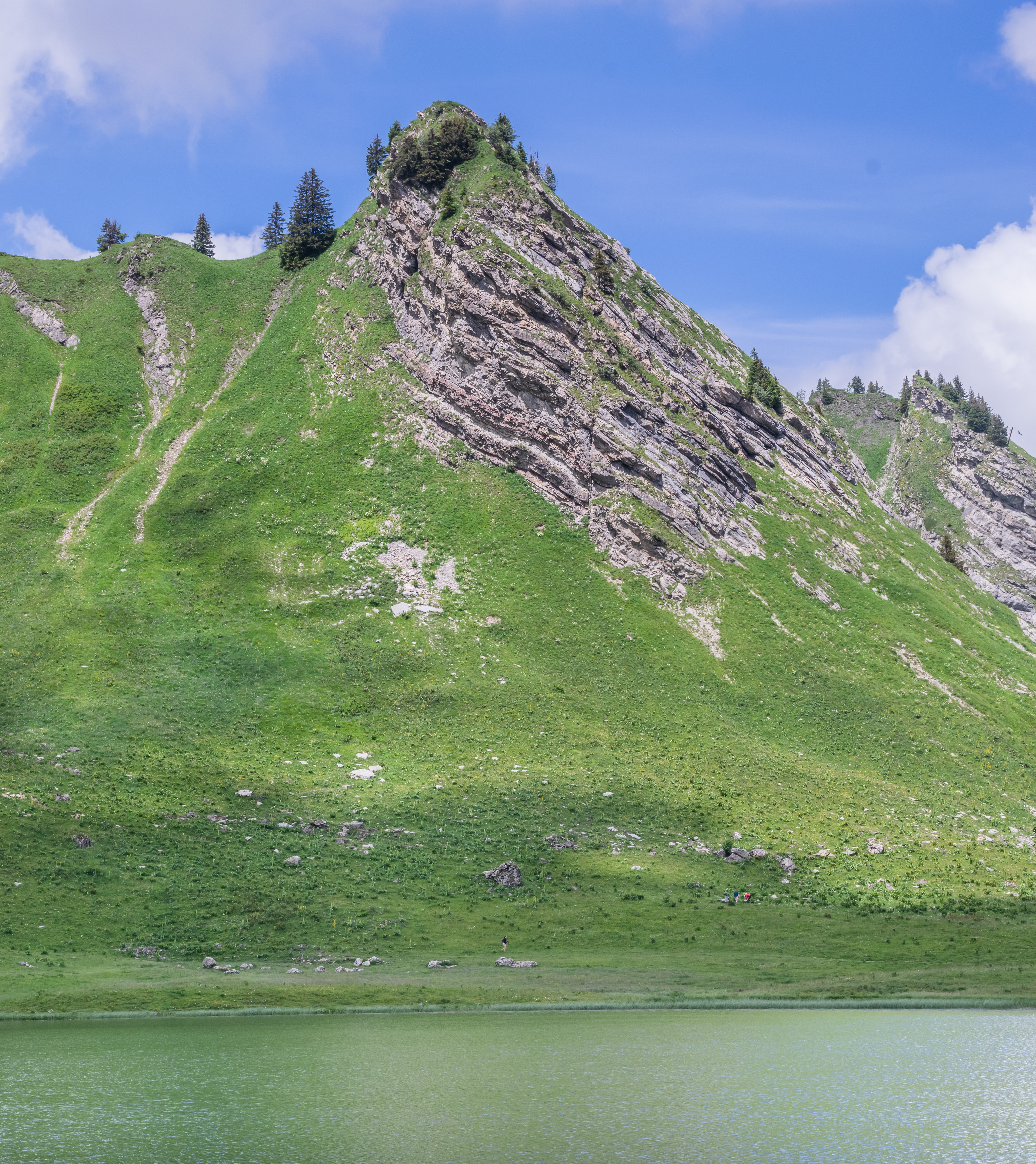
Affleurement de brèche supérieure en rive nord-est du lac. Elle constitue la majeure partie du talus que surplombe le lac.

Le lac se situe dans la nappe de la Brèche, à cheval entre la brèche inférieure (Jurassique inférieur à moyen) et les schistes ardoisiers (Callovien - Oxfordien). La première définie l'ensemble de crête qui ceinture le lac et constitue son bassin d'alimentation tandis que les schistes forment la partie sommitale du talus qui mène au lac depuis la station de ski ainsi que le seuil qui délimite la rive est du lac. Enfin les rives ouest et sud-est du lac sont dominées par des dépôts glaciaires quaternaires.

### Hydrologie
Le lac est alimenté par les eaux de fonte des neiges qui sont drainés par trois torrents au fonctionnement intermittent, notamment durant la période estivale où ils sont généralement à sec. Les apports semblent néanmoins suffisants pour considérer que les eaux du lac sont renouvelés plusieurs fois au cours de l'année.
C'est un lac dimictique dont la surface gèle d'octobre jusqu'en mai, la couche de glace pouvant atteindre jusqu'à 80 cm en janvier. Les eaux présentent une stratification inversée en hiver avec une température proche de zéro tandis que les eaux de fond atteignent 4 °C. Durant le dégel, le lac présente une homogénéisation thermique vers les 4 °C (homothermie) puis un réchauffement rapide des couches de surface qui entraine une stratification normale des eaux durant la période estivale (juillet-août). Le refroidissement à partir de la fin du mois d'août tend vers une seconde phase d'homothermie jusqu'au retour du gel.

## Activités

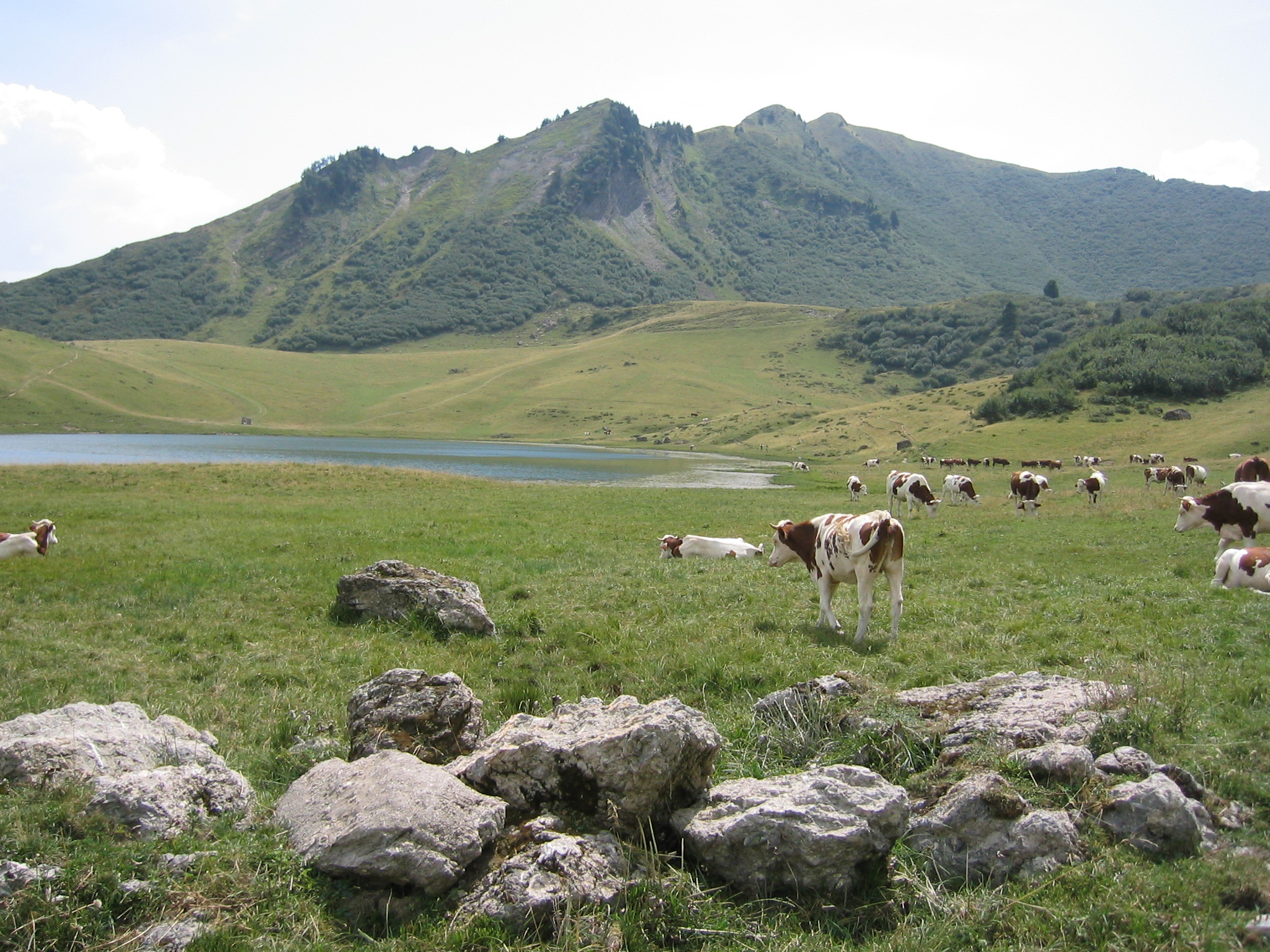
Le lac de Roy depuis la rive nord-est.

L'hiver, les abords du lac sont utilisés par les skieurs via la Piste du Lac (piste bleu) qui longe les rives. L'été, les skieurs sont remplacés par les promeneurs et randonneurs mais surtout par les vaches dont le lait est utilisé pour la fabrication de fromages dont la Raclette qui ensuite vendu à la fruitière de Mieussy.